# 科爾曼市 (路易斯安那州)
科爾曼市（英語：Coleman Town）是位於美國路易斯安那州聖海倫娜堂區的一個非建制地區。

## 地理
科爾曼市所處的海拔為高於海平面63米（即207英呎），而該地所採用的時區為UTC-6，即北美中部時區（CST）。同時該地設有夏令時間，為UTC-6調快一小時，即UTC-5（CDT）。